# Ostrá skala a Tupá skala
Ostrá skala a Tupá skala je chráněný areál v katastrálním území obce Vyšný Kubín v okrese Dolný Kubín v Žilinském kraji na Slovensku. Území bylo vyhlášeno v roce 1972 a jeho rozloha je 22,3 hektaru. Předmětem ochrany jsou flyšové skalní útvary s pestrou vápnomilnou vegetací. Chráněné území je zároveň archeologickou lokalitou se sídlištěm púchovské kultury.